# Methanosarcina barkeri
 Methanosarcina barkeri ist eine Art von prokaryotischen Mikroorganismen. M. barkeri ist anaerob, ein Methanbildner und gehört in die Domäne der Lebewesen Archaea. Es ist die Typusart der Gattung Methanosarcina.

## Fundorte und Morphologie
Der heutige Typstamm (Methanosarcina barkeri MST) wurde 1966 aus einem Faulbehälter für Klärschlamm aus Haushalten in Urbana (Illinois) isoliert. Der Fusaro-Stamm vom M. barkeri wurde in Schlammproben aus dem Lago Fusaro, einem Süßwassersee in der Nähe von Neapel gefunden. M. barkeri findet sich auch im Pansen von Rindern, wo es synergetisch mit anderen Mikroorganismen an der Verdauung von biogenen Polymeren wie Cellulose arbeitet. M. barkeri bevorzugt Süßwassersysteme und wurde vor allem aus Schlamm von Kläranlagen, Gräben und Seen isoliert.
M. barkeri zeigt eine dichotome Morphologie: wenn diese Mikroben in Süßwassermedium gezüchtet werden, wachsen sie zu großen, vielzelligen Aggregaten heran, die in einer Matrix aus sogenannten Methanochondroitin eingebettet sind, während sie in einem marinen Milieu als einzelne, unregelmäßige Kokken wachsen, die nur von einer Proteinschicht (S-Schicht), aber nicht vom Methanochondroitin umgeben sind. M. barkeri hat zwar offene Leserahmen (ORFs) für die N-Acetylmuraminsäure-Synthese, es wurde aber kein Murein in der Zellwand vorgefunden. Während eine einzelne Zelle von M. barkeri lediglich die S-Schicht aufweist, die bei Archaeen sozusagen die „Standardausstattung“ der Zellwand ist, haben viele Archaeen zusätzliche Schichten, wobei die Ablagerung von Methanochondroitin über der S-Schicht eine Besonderheit von Methanosarcina-Zellaggregate ist. Methanochondroitin ist ein heterogenes Polysaccharid auf der Basis von N-Acetyl-D-galactosamin und D-Glucuronsäure und ähnelt in einigen Punkten dem Chondroitin im Bindegewebe von Wirbeltieren.
M. barkeri (Stamm Fusaro) hat kein Flagellum, kann sich aber möglicherweise durch die Bildung von gasgefüllten Vesikeln bewegen. Diese Vesikel bilden sich aber nur in Gegenwart von Wasserstoff und Kohlendioxid, wahrscheinlich als Antwort auf einen Wasserstoffgradienten. Das Genom, das aus einem ringförmigen Chromosom und einem zusätzlichen, ebenfalls ringförmigen, extrachromosomalen Element besteht, bietet die bemerkenswerte Fähigkeit, eine breite Vielfalt an Molekülen zu metabolisieren. Das bringt der Mikrobe wahrscheinlich den Vorteil, sich trotz ihrer Unbeweglichkeit oder eingeschränkten Beweglichkeit an die Umwelt anpassen zu können, je nachdem, welche Energiequelle zur Verfügung steht. Das Genom von M. barkeri weist 3680 offene Leserahmen auf, die vermutlich Gene darstellen.

## Physiologie und Stoffwechsel

Acetoclastische Methanbildung. Essigsäure (CH_{3}COOH) wird zu Kohlendioxid (CO_{2}) und Methan (CH_{4}) umgewandelt.

M. barkeri kann auf verschiedenen Stoffwechselwegen Methan produzieren und verschiedene Substrate zur Produktion von ATP nutzen, wie Methanol, Methylamin, Acetat sowie Wasserstoff mit Kohlendioxid. Außerdem wurde schon 1947 stöchiometrisch bestimmt, dass M. barkeri aus vier mol Kohlenmonoxid und zwei mol Wasser drei mol Kohlendioxid und ein mol Methan produziert. M. barkeri hat keine hohe Affinität für Wasserstoff und für Acetat, kann aber beides nutzen; dadurch erlangt es vermutlich Wachstumsvorteile gegenüber anderen Methanbildnern, wenn diese beiden Stoffe in hohen Konzentrationen vorhanden sind, z. B. in Kläranlagen. Mindestens zwei Stämme von M. barkeri (Fusaro und MS) enthalten gleichzeitig DNA-Sequenzen für die unterschiedlichen ATP-Synthase-Typen A und F: der A-Typ ist für Archaeen typisch (zu denen Methanosarcina gehört) und der F-Typ ist für Bakterien, Mitochondrien und Chloroplasten typisch. M. barkeri war der erste Organismus, in dem die Aminosäure Pyrrolysin gefunden wurde.

## Systematik
Methanosarcina barkeri wurde 1947 durch Schnellen beschrieben und 1980 durch die Internationale Vereinigung mikrobiologischer Gesellschaften (IUMS) bestätigt.
Seit 1986 ist „Methanosarcina barkeri Schnellen 1947“ die Typusart der Gattung Methanosarcina.
Der Typstamm der Art Methanosarcina barkeri ist MS. Der Stamm MST wurde in verschiedenen Sammlungen für Kulturstämme hinterlegt (DSM 800, ATCC 43569 und JCM 10043).
Eine frühe Klassifizierung nach phylogenetischen Verwandtschaftsverhältnissen, die M. barkeri einbezog, erfolgte 1979 durch die Analyse von 16S-RNA. Die aktuelle Einteilung und die Nomenklatur sind in der LPSN einsehbar (Abruf 2019-05).

### Historische Zuordnung von Stämmen
Die Gattung Methanosarcina und ihre erste Art M. methanica wurden 1936 beschrieben und 1980 als Gattung und Typusart bestätigt. Da zur ursprünglichen Beschreibung von M. methanica kein passender Kulturstamm mehr vorhanden war und auch nicht entdeckt werden konnte, wurde 1984 vorgeschlagen, M. barkeri als neue Typusart der Gattung zu erwählen. 1986 wurde M. barkeri als Typusart für die Gattung Methanosarcina eingesetzt. Für M. barkeri lagen allerdings mehrere Stämme vor, die jeweils als Typstamm dieser Typusart in Frage kamen; das war zum einen der M.-barkeri-Stamm MS (DSM 800), der 1980 als Typstamm der Art bestätigt wurde und zum anderen der M.-barkeri-Stamm 227 (DSM 1538), der zusammen mit dem Vorschlag, M. methanica durch M. barkeri zu ersetzen, in die Debatte eingebracht wurde. 1987 erfolgte eine bessere Beschreibung des M.-barkeri-Stamms MS (DSM 800) und damit seine endgültige Bestätigung als Typstamm der Art (Methanosarcina barkeri MST). 1992 wurden wichtige Kulturstämme der Gattung Methanosarcina charakterisiert und gegenübergestellt, so dass dies zu einer verbesserten Beschreibung der Art M. barkeri beitrug.

## Anwendungen und Bedeutung
Methanosarcina barkeri weist einige Eigenschaften auf, die für technische Anwendungen nutzbar sein können. Für das Archäon M. barkeri wurde in besonderen Maße untersucht, wie die Methanogenese durch syntrophische Beziehungen zu Bakterien gefördert werden kann; das trifft auf Pelobacter carbinolicus und Geobacter metallireducens zu.  In der Kombination mit P. carbinolicus kann das Archäon Wasserstoff (HIT, hydrogen interspecies transfer) und in der Kombination mit G. metallireducens direkt übertragene Elektronen (DIET, direct interspecies electron transfer) nutzen.  Allerdings finden Untersuchungen zur bioelektrochemischen Methanogenese noch im Labormaßstab statt. M. barkeri wird an Orten mit extrem niedrigen Sauerstoffkonzentrationen wie dem Pansen von Rindern gefunden und als extremer Anaerobier eingestuft. Das dort produzierte Methan bildet einen nennenswerten Beitrag zum Treibhauseffekt. Bei kontrolliertem Auffangen lässt sich dieses Methan zur Energiegewinnung nutzen, ein Nebeneffekt ist beispielsweise die Reinigung von Abwasser. Da M. barkeri unter extremen Bedingungen überleben kann, ist es möglich, das Archäon in Umgebungen mit sehr niedrigem pH-Wert einzusetzen, um die Säure effektiv zu neutralisieren und die Bedingungen für andere Methanbildner tolerabel zu gestalten.

## Datenbanken
- LPSN, Methanosarcina → http://www.bacterio.net/methanosarcina.html
- NCBI taxonomy browser, M. barkeri → https://www.ncbi.nlm.nih.gov/Taxonomy/Browser/wwwtax.cgi?id=2208
- UCSC genome browser, M. barkeri → http://microbes.ucsc.edu/cgi-bin/hgGateway?db=methBark1
- KEGG, M. barkeri → https://www.genome.jp/dbget-bin/www_bfind_sub?mode=bfind&max_hit=1000&dbkey=alldb&keywords=methanosarcina+barkeri
- BacDive, M. barkeri → https://bacdive.dsmz.de/search?search=Methanosarcina+barkeri&submit=
- MicrobeWiki, M. barkeri → https://microbewiki.kenyon.edu/index.php/Methanosarcina_barkeri